# Ickburgh
Ickburgh is een civil parish in het bestuurlijke gebied Breckland, in het Engelse graafschap Norfolk met 309 inwoners.

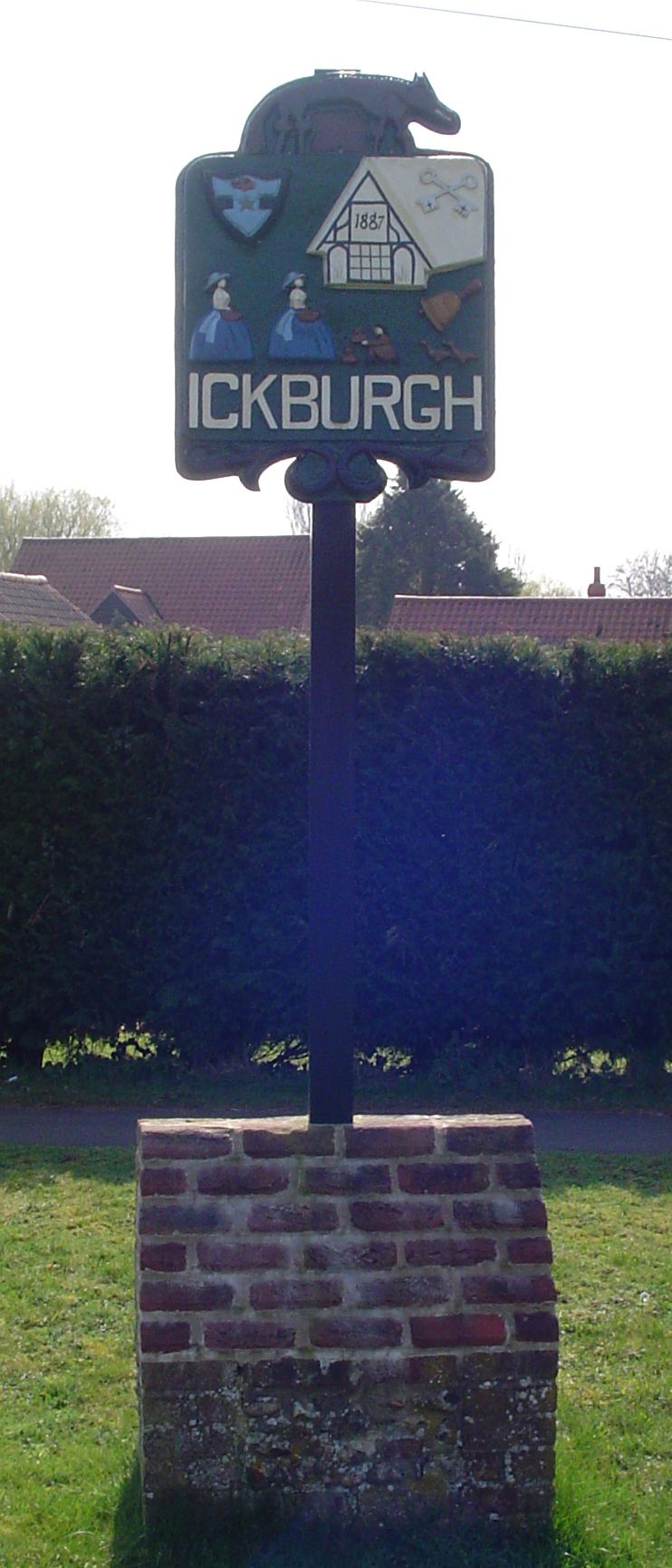